# V-League 2024-2025 (maschile)
La V-League 2024-2025, 21ª edizione della massima serie del campionato sudcoreano di pallavolo maschile, si è svolta dal 19 ottobre 2024 al 5 aprile 2025: al torneo hanno partecipato 7 squadre di club sudcoreane e la vittoria finale è andata per la quinta volta agli Hyundai Skywalkers.

## Regolamento

### Formula
La competizione prevede che le sette squadre partecipanti prendano parte a una regular season composta da sei round, per un totale di trentasei incontri ciascuna:
- la prima classificata accede direttamente alla finale dei play-off scudetto, giocata al meglio delle cinque gare;
- la seconda e la terza classificata accedono alla semifinale dei play-off scudetto, giocandosi l'accesso in finale al meglio delle tre gare;
- la terza e la quarta classificata, in caso di distacco compreso o inferiore a 3 punti, accedono ai quarti di finale in gara unica.

### Criteri di classifica
Se il risultato finale è stato di 3-0 o 3-1 sono stati assegnati 3 punti alla squadra vincente e 0 a quella sconfitta, se il risultato finale è stato di 3-2 sono stati assegnati 2 punti alla squadra vincente e 1 a quella sconfitta.
L'ordine del posizionamento in classifica è stato definito in base a:
- Punti;
- Numero di partite vinte;
- Ratio dei set vinti/persi;
- Ratio dei punti realizzati/subiti.

## Squadre partecipanti
| Club               | Stagione | Città     | Impianto              | Stagione precedente       |
| ------------------ | -------- | --------- | --------------------- | ------------------------- |
| Hyundai Skywalkers | Dettagli | Cheonan   | Ryu Gwansun Gymnasium | 2ª in V-League            |
| KB Stars           | Dettagli | Uijeongbu | Uijeongbu Gymnasium   | 6ª in V-League            |
| KEPCO Vixtorm      | Dettagli | Suwon     | Suwon Gymnasium       | 3ª in V-League            |
| Korean Air Jumbos  | Dettagli | Incheon   | Gyeyang Gymnasium     | Campione di Corea del Sud |
| OK Okman           | Dettagli | Ansan     | Sangnoksu Gymnasium   | 5ª in V-League            |
| Samsung Bluefangs  | Dettagli | Daejeon   | Chungmu Gymnasium     | 7ª in V-League            |
| Woori WON          | Dettagli | Seul      | Jangchung Gymnasium   | 4ª in V-League            |

## Torneo

### Regular season

#### Risultati
| Primo round |                                        |     |                                   |
|             |                                        |     |                                   |
| 19-10       | Korean Air Jumbos - OK Okman           | 3-1 | 24-26, 25-23, 25-10, 25-20        |
| 20-10       | Woori WON - Hyundai Skywalkers         | 2-3 | 18-25, 18-25, 25-20, 25-21, 13-15 |
| 22-10       | Samsung Bluefangs - KB Stars           | 3-1 | 25-18, 25-21, 22-25, 25-20        |
| 23-10       | KEPCO Vixtorm - Korean Air Jumbos      | 3-2 | 25-20, 22-25, 27-25, 23-25, 20-18 |
| 24-10       | OK Okman - Hyundai Skywalkers          | 0-3 | 21-25, 19-25, 19-25               |
| 25-10       | KB Stars - Woori WON                   | 1-3 | 19-25, 22-25, 25-17, 19-25        |
| 26-10       | KEPCO Vixtorm - Samsung Bluefangs      | 3-2 | 25-20, 14-25, 21-25, 25-14, 15-9  |
| 27-10       | Hyundai Skywalkers - Korean Air Jumbos | 3-2 | 22-25, 26-28, 25-21, 25-23, 15-10 |
| 29-10       | OK Okman - KB Stars                    | 3-1 | 25-22, 25-19, 21-25, 25-21        |
| 30-10       | Woori WON - KEPCO Vixtorm              | 1-3 | 21-25, 22-25, 26-24, 26-28        |
| 31-10       | Korean Air Jumbos - Samsung Bluefangs  | 3-0 | 25-21, 25-23, 25-17               |
| 01-11       | KB Stars - Hyundai Skywalkers          | 0-3 | 23-25, 19-25, 19-25               |
| 02-11       | KEPCO Vixtorm - OK Okman               | 3-2 | 30-32, 25-14, 25-22, 22-25, 15-13 |
| 03-11       | Samsung Bluefangs - Woori WON          | 2-3 | 25-21, 20-25, 20-25, 25-23, 12-15 |
| 05-11       | Korean Air Jumbos - KB Stars           | 3-2 | 25-19, 22-25, 27-29, 25-22, 15-8  |
| 06-11       | Hyundai Skywalkers - KEPCO Vixtorm     | 2-3 | 25-15, 25-17, 19-25, 24-26, 22-24 |
| 07-11       | Samsung Bluefangs - OK Okman           | 3-0 | 25-19, 25-20, 25-21               |
| 08-11       | Woori WON - Korean Air Jumbos          | 3-2 | 22-25, 19-25, 25-23, 31-29, 15-13 |
| 09-11       | KB Stars - KEPCO Vixtorm               | 3-0 | 25-21, 28-26, 25-23               |
| 10-11       | Hyundai Skywalkers - Samsung Bluefangs | 3-0 | 25-20, 25-19, 33-31               |
| 12-11       | OK Okman - Woori WON                   | 1-3 | 24-26, 28-30, 26-24, 24-26        |

| Secondo round |                                        |     |                                   |
|               |                                        |     |                                   |
| 13-11         | KB Stars - Korean Air Jumbos           | 1-3 | 21-25, 25-20, 21-25, 16-25        |
| 14-11         | KEPCO Vixtorm - Hyundai Skywalkers     | 0-3 | 17-25, 28-30, 21-25               |
| 15-11         | OK Okman - Samsung Bluefangs           | 0-3 | 19-25, 29-31, 24-26               |
| 16-11         | Korean Air Jumbos - Woori WON          | 3-1 | 25-23, 25-20, 25-27, 25-23        |
| 17-11         | KEPCO Vixtorm - KB Stars               | 1-3 | 25-21, 23-25, 23-25, 19-25        |
| 19-11         | Samsung Bluefangs - Hyundai Skywalkers | 0-3 | 21-25, 29-31, 23-25               |
| 20-11         | Woori WON - OK Okman                   | 1-3 | 23-25, 25-20, 20-25, 23-25        |
| 21-11         | Korean Air Jumbos - KEPCO Vixtorm      | 3-0 | 25-21, 25-13, 25-22               |
| 22-11         | KB Stars - Samsung Bluefangs           | 3-1 | 25-21, 25-21, 23-25, 25-23        |
| 23-11         | Hyundai Skywalkers - Woori WON         | 0-3 | 20-25, 23-25, 24-26               |
| 24-11         | OK Okman - Korean Air Jumbos           | 0-3 | 20-25, 31-33, 14-25               |
| 26-11         | KEPCO Vixtorm - Samsung Bluefangs      | 1-3 | 16-25, 26-24, 16-25, 23-25        |
| 27-11         | Woori WON - KB Stars                   | 3-1 | 17-25, 25-23, 25-23, 25-21        |
| 28-11         | Hyundai Skywalkers - OK Okman          | 3-1 | 25-17, 29-31, 25-21, 25-23        |
| 29-11         | Samsung Bluefangs - Korean Air Jumbos  | 2-3 | 25-23, 25-21, 24-26, 20-25, 14-16 |
| 30-11         | KEPCO Vixtorm - Woori WON              | 3-0 | 25-22, 25-22, 25-22               |
| 01-12         | KB Stars - OK Okman                    | 3-0 | 26-24, 25-21, 25-22               |
| 03-12         | Korean Air Jumbos - Hyundai Skywalkers | 1-3 | 22-25, 19-25, 25-22, 23-25        |
| 04-12         | Woori WON - Samsung Bluefangs          | 1-3 | 25-23, 18-25, 16-25, 21-25        |
| 05-12         | OK Okman - KEPCO Vixtorm               | 2-3 | 25-19, 20-25, 26-28, 25-18, 6-15  |
| 06-12         | Hyundai Skywalkers - KB Stars          | 3-0 | 25-15, 25-23, 25-19               |

| Terzo round |                                        |     |                                   |
|             |                                        |     |                                   |
| 07-12       | Samsung Bluefangs - Woori WON          | 2-3 | 25-19, 21-25, 19-25, 27-25, 11-15 |
| 08-12       | KEPCO Vixtorm - Korean Air Jumbos      | 0-3 | 16-25, 23-25, 20-25               |
| 10-12       | OK Okman - KB Stars                    | 2-3 | 18-25, 25-23, 25-19, 21-25, 10-15 |
| 11-12       | Hyundai Skywalkers - Samsung Bluefangs | 3-2 | 25-18, 18-25, 23-25, 25-21, 15-9  |
| 12-12       | Woori WON - Korean Air Jumbos          | 3-2 | 22-25, 25-20, 25-19, 21-25, 18-16 |
| 13-12       | KEPCO Vixtorm - OK Okman               | 1-3 | 23-25, 25-21, 25-27, 22-25        |
| 14-12       | KB Stars - Hyundai Skywalkers          | 0-3 | 19-25, 17-25, 20-25               |
| 15-12       | Korean Air Jumbos - Samsung Bluefangs  | 3-1 | 25-15, 20-25, 25-21, 37-35        |
| 17-12       | OK Okman - Woori WON                   | 3-0 | 25-23, 25-17, 25-23               |
| 18-12       | Hyundai Skywalkers - KEPCO Vixtorm     | 3-1 | 24-26, 25-21, 25-20, 25-21        |
| 19-12       | Samsung Bluefangs - KB Stars           | 1-3 | 26-24, 18-25, 20-25, 19-25        |
| 20-12       | Korean Air Jumbos - OK Okman           | 3-1 | 25-22, 23-25, 28-26, 25-15        |
| 21-12       | Woori WON - Hyundai Skywalkers         | 1-3 | 22-25, 20-25, 25-19, 20-25        |
| 22-12       | KB Stars - KEPCO Vixtorm               | 3-0 | 25-17, 25-23, 25-21               |
| 24-12       | Samsung Bluefangs - OK Okman           | 3-0 | 25-20, 27-25, 25-19               |
| 25-12       | Hyundai Skywalkers - Korean Air Jumbos | 3-0 | 25-16, 25-19, 25-21               |
| 26-12       | KB Stars - Woori WON                   | 3-1 | 25-23, 25-20, 12-25, 25-14        |
| 27-12       | Samsung Bluefangs - KEPCO Vixtorm      | 1-3 | 25-27, 19-25, 25-21, 23-25        |
| 28-12       | OK Okman - Hyundai Skywalkers          | 1-3 | 25-27, 23-25, 27-25, 28-30        |
| 29-12       | Korean Air Jumbos - KB Stars           | 2-3 | 25-15, 25-17, 17-25, 19-25, 12-15 |
| 31-12       | Woori WON - KEPCO Vixtorm              | 3-1 | 24-26, 25-22, 25-18, 25-21        |

| Quarto round |                                        |     |                                   |
|              |                                        |     |                                   |
| 07-01        | Hyundai Skywalkers - OK Okman          | 3-0 | 25-20, 25-20, 25-18               |
| 08-01        | Samsung Bluefangs - Korean Air Jumbos  | 0-3 | 23-25, 22-25, 23-25               |
| 09-01        | KEPCO Vixtorm - KB Stars               | 1-3 | 24-26, 30-28, 20-25, 17-25        |
| 10-01        | Hyundai Skywalkers - Woori WON         | 3-0 | 25-17, 25-15, 25-18               |
| 11-01        | OK Okman - Samsung Bluefangs           | 1-3 | 19-25, 23-25, 25-15, 23-25        |
| 12-01        | KB Stars - Korean Air Jumbos           | 3-2 | 25-18, 25-23, 18-25, 19-25, 15-10 |
| 14-01        | KEPCO Vixtorm - Woori WON              | 2-3 | 22-25, 25-22, 25-23, 15-25, 12-15 |
| 15-01        | Samsung Bluefangs - Hyundai Skywalkers | 0-3 | 22-25, 18-25, 20-25               |
| 16-01        | KB Stars - OK Okman                    | 3-2 | 25-20, 25-20, 28-30, 20-25, 15-12 |
| 17-01        | Korean Air Jumbos - KEPCO Vixtorm      | 3-1 | 15-25, 25-17, 25-22, 25-18        |
| 18-01        | Woori WON - Samsung Bluefangs          | 3-1 | 27-25, 25-22, 28-30, 25-17        |
| 19-01        | Hyundai Skywalkers - KB Stars          | 3-1 | 25-13, 26-24, 19-25, 25-20        |
| 21-01        | OK Okman - KEPCO Vixtorm               | 1-3 | 29-27, 23-25, 18-25, 18-25        |
| 22-01        | Korean Air Jumbos - Woori WON          | 3-2 | 21-25, 25-17, 25-23, 21-25, 15-13 |
| 23-01        | KB Stars - Samsung Bluefangs           | 3-1 | 23-25, 25-22, 25-20, 25-20        |
| 24-01        | KEPCO Vixtorm - Hyundai Skywalkers     | 0-3 | 16-25, 20-25, 12-25               |
| 25-01        | OK Okman - Korean Air Jumbos           | 2-3 | 19-25, 25-18, 27-25, 24-26, 9-15  |
| 26-01        | Woori WON - KB Stars                   | 0-3 | 23-25, 23-25, 21-25               |
| 28-01        | Samsung Bluefangs - KEPCO Vixtorm      | 3-0 | 25-17, 25-22, 25-16               |
| 29-01        | Korean Air Jumbos - Hyundai Skywalkers | 1-3 | 25-20, 23-25, 23-25, 22-25        |
| 30-01        | Woori WON - OK Okman                   | 3-1 | 25-22, 25-18, 22-25, 25-21        |

| Quinto round |                                        |     |                                   |
|              |                                        |     |                                   |
| 31-01        | KB Stars - KEPCO Vixtorm               | 3-2 | 20-25, 32-34, 25-20, 28-26, 19-17 |
| 01-02        | Hyundai Skywalkers - Samsung Bluefangs | 3-0 | 25-21, 25-18, 25-12               |
| 02-02        | OK Okman - Woori WON                   | 3-1 | 25-23, 26-24, 23-25, 29-27        |
| 04-02        | KEPCO Vixtorm - Korean Air Jumbos      | 2-3 | 25-21, 23-25, 30-28, 22-25, 10-15 |
| 05-02        | KB Stars - Hyundai Skywalkers          | 3-0 | 25-18, 25-20, 25-21               |
| 06-02        | Samsung Bluefangs - OK Okman           | 0-3 | 18-25, 22-25, 25-27               |
| 07-02        | Woori WON - Korean Air Jumbos          | 2-3 | 25-22, 20-25, 27-25, 16-25, 13-15 |
| 08-02        | Hyundai Skywalkers - KEPCO Vixtorm     | 3-1 | 25-21, 25-19, 26-28, 25-18        |
| 09-02        | OK Okman - KB Stars                    | 0-3 | 21-25, 20-25, 17-25               |
| 11-02        | Korean Air Jumbos - Samsung Bluefangs  | 2-3 | 25-20, 28-30, 23-25, 25-10, 8-15  |
| 12-02        | Woori WON - KEPCO Vixtorm              | 3-1 | 25-19, 19-25, 25-21, 26-24        |
| 13-02        | OK Okman - Hyundai Skywalkers          | 0-3 | 20-25, 23-25, 21-25               |
| 14-02        | Korean Air Jumbos - KB Stars           | 0-3 | 22-25, 16-25, 21-25               |
| 15-02        | Samsung Bluefangs - Woori WON          | 1-3 | 25-19, 23-25, 20-25, 29-31        |
| 16-02        | KEPCO Vixtorm - OK Okman               | 3-1 | 32-34, 27-25, 25-20, 25-21        |
| 18-02        | Hyundai Skywalkers - Korean Air Jumbos | 1-3 | 19-25, 13-25, 25-22, 19-25        |
| 19-02        | KB Stars - Woori WON                   | 3-1 | 25-20, 26-28, 25-19, 25-21        |
| 20-02        | KEPCO Vixtorm - Samsung Bluefangs      | 0-3 | 21-25, 26-28, 24-26               |
| 21-02        | Korean Air Jumbos - OK Okman           | 3-2 | 19-25, 25-23, 23-25, 27-25, 15-11 |
| 22-02        | Woori WON - Hyundai Skywalkers         | 1-3 | 27-25, 23-25, 18-25, 21-25        |
| 23-02        | Samsung Bluefangs - KB Stars           | 0-3 | 20-25, 23-25, 20-25               |

| Sesto round |                                        |     |                                   |
|             |                                        |     |                                   |
| 25-02       | OK Okman - KEPCO Vixtorm               | 0-3 | 20-25, 22-25, 21-25               |
| 26-02       | Hyundai Skywalkers - Woori WON         | 2-3 | 26-24, 21-25, 25-22, 23-25, 15-17 |
| 27-02       | Samsung Bluefangs - Korean Air Jumbos  | 0-3 | 23-25, 22-25, 19-25               |
| 28-02       | KEPCO Vixtorm - KB Stars               | 1-3 | 19-25, 23-25, 25-21, 25-27        |
| 01-03       | Woori WON - OK Okman                   | 3-1 | 22-25, 25-12, 25-16, 25-21        |
| 02-03       | Korean Air Jumbos - Hyundai Skywalkers | 2-3 | 20-25, 23-25, 29-27, 25-21, 13-15 |
| 03-03       | KB Stars - Samsung Bluefangs           | 2-3 | 22-25, 27-25, 21-25, 28-26, 12-15 |
| 05-03       | KEPCO Vixtorm - Woori WON              | 3-2 | 25-23, 25-22, 23-25, 23-25, 15-13 |
| 06-03       | OK Okman - Korean Air Jumbos           | 3-1 | 25-16, 25-22, 19-25, 25-21        |
| 07-03       | Hyundai Skywalkers - KB Stars          | 1-3 | 25-21, 17-25, 23-25, 21-25        |
| 08-03       | Samsung Bluefangs - KEPCO Vixtorm      | 3-1 | 16-25, 25-22, 30-28, 25-22        |
| 09-03       | Korean Air Jumbos - Woori WON          | 0-3 | 32-34, 18-25, 22-25               |
| 11-03       | KB Stars - OK Okman                    | 3-1 | 25-23, 26-28, 25-16, 25-21        |
| 12-03       | Samsung Bluefangs - Hyundai Skywalkers | 0-3 | 34-36, 18-25, 21-25               |
| 13-03       | Korean Air Jumbos - KEPCO Vixtorm      | 2-3 | 25-20, 23-25, 25-21, 21-25, 21-23 |
| 14-03       | Woori WON - KB Stars                   | 1-3 | 28-26, 21-25, 21-25, 17-25        |
| 15-03       | OK Okman - Samsung Bluefangs           | 1-3 | 22-25, 25-20, 20-25, 16-25        |
| 16-03       | KEPCO Vixtorm - Hyundai Skywalkers     | 0-3 | 20-25, 16-25, 20-25               |
| 18-03       | KB Stars - Korean Air Jumbos           | 0-3 | 21-25, 23-25, 22-25               |
| 19-03       | Woori WON - Samsung Bluefangs          | 3-2 | 22-25, 25-27, 25-19, 25-21, 15-12 |
| 20-03       | Hyundai Skywalkers - OK Okman          | 3-0 | 25-18, 25-20, 26-24               |

#### Classifica
| Pos. | Squadra            | Pt | G  | V  | P  | SV | SP | Ratio | PF    | PS    | Ratio |
| ---- | ------------------ | -- | -- | -- | -- | -- | -- | ----- | ----- | ----- | ----- |
| 1    | Hyundai Skywalkers | 88 | 36 | 30 | 6  | 96 | 35 | 2,743 | 3 149 | 2 807 | 1,122 |
| 2    | KB Stars           | 69 | 36 | 24 | 12 | 82 | 57 | 1,439 | 3 192 | 3 092 | 1,032 |
| 3    | Korean Air Jumbos  | 65 | 36 | 21 | 15 | 84 | 66 | 1,273 | 3 424 | 3 273 | 1,046 |
| 4    | Woori WON          | 51 | 36 | 18 | 18 | 72 | 77 | 0,935 | 3 367 | 3 400 | 0,990 |
| 5    | Samsung Bluefangs  | 43 | 36 | 13 | 23 | 58 | 79 | 0,734 | 3 074 | 3 185 | 0,965 |
| 6    | KEPCO Vixtorm      | 35 | 36 | 13 | 23 | 56 | 87 | 0,644 | 3 183 | 3 366 | 0,946 |
| 7    | OK Okman           | 27 | 36 | 7  | 29 | 45 | 92 | 0,489 | 3 030 | 3 296 | 0,919 |

      Qualificata alla finale play-off scudetto.
      Qualificata alle semifinali play-off scudetto.

### Play-off scudetto
|  | Semifinali | Semifinali        | Semifinali | Semifinali        | Semifinali |   |   | Finale | Finale             | Finale | Finale | Finale | Finale | Finale |  |
|  |            |                   |            |                   |            |   |   |        |                    |        |        |        |        |        |  |
|  |            |                   |            |                   |            |   |   | 1      | Hyundai Skywalkers | 3      | 3      | 3      |        |        |  |
|  |            |                   |            |                   |            |   |   | 1      | Hyundai Skywalkers | 3      | 3      | 3      |        |        |  |
|  |            |                   | 3          | Korean Air Jumbos | 1          | 1 | 1 |        |                    |        |        |        |        |        |  |
|  | 2          | KB Stars          | 3          | Korean Air Jumbos | 1          | 1 | 1 | 3      | 0                  | 0      |        |        |        |        |  |
|  | 2          | KB Stars          |            |                   |            |   |   |        |                    |        |        |        |        |        |  |
|  | 3          | Korean Air Jumbos | 1          | 3                 | 3          |   |   |        |                    |        |        |        |        |        |  |

#### Semifinale
| Gara 1 |                              |     |                            |
|        |                              |     |                            |
| 26-03  | KB Stars - Korean Air Jumbos | 3-1 | 25-20, 25-23, 18-25, 29-27 |

| Gara 2 |                              |     |                     |
|        |                              |     |                     |
| 28-03  | Korean Air Jumbos - KB Stars | 3-0 | 25-18, 25-22, 25-22 |

| \| Gara 3 \| \| \| \| \| \| \| \| \| \| 30-03 \| KB Stars - Korean Air Jumbos \| 0-3 \| 20-25, 20-25, 26-28 \| |                              |     |                     |
| Gara 3 |                              |     |                     |
| |                              |     |                     |
| 30-03 | KB Stars - Korean Air Jumbos | 0-3 | 20-25, 20-25, 26-28 |

#### Finale
| Gara 1 |                                        |     |                            |
|        |                                        |     |                            |
| 01-04  | Hyundai Skywalkers - Korean Air Jumbos | 3-1 | 25-20, 24-26, 25-22, 25-23 |

| Gara 2 |                                        |     |                            |
|        |                                        |     |                            |
| 03-04  | Hyundai Skywalkers - Korean Air Jumbos | 3-1 | 25-22, 29-31, 25-19, 25-23 |

| \| Gara 3 \| \| \| \| \| \| \| \| \| \| 05-04 \| Korean Air Jumbos - Hyundai Skywalkers \| 1-3 \| 20-25, 25-18, 19-25, 23-25 \| |                                        |     |                            |
| Gara 3 |                                        |     |                            |
| |                                        |     |                            |
| 05-04 | Korean Air Jumbos - Hyundai Skywalkers | 1-3 | 20-25, 25-18, 19-25, 23-25 |

## Premi individuali
| Premio                    | Giocatore      | Squadra            |
| ------------------------- | -------------- | ------------------ |
| MVP della Regular season  | Heo Su-bong    | Hyundai Skywalkers |
| MVP delle finali play-off | Leonardo Leyva | Hyundai Skywalkers |
| MVP dell'All-Star Game    | Shin Yung-suk  | KEPCO Vixtorm      |
| MVP 1º round              | Heo Su-bong    | Hyundai Skywalkers |
| MVP 2º round              | Heo Su-bong    | Hyundai Skywalkers |
| MVP 3º round              | Andrés Villena | KB Stars           |
| MVP 4º round              | Leonardo Leyva | Hyundai Skywalkers |
| MVP 5º round              | Andrés Villena | KB Stars           |
| MVP 6º round              | Andrés Villena | KB Stars           |
| Miglior allenatore        | Philippe Blain | Hyundai Skywalkers |
| Miglior giovane           | Han Tae-jun    | Woori WON          |
| Miglior palleggiatore     | Hwang Taek-eui | KB Stars           |
| Miglior opposto           | Andrés Villena | KB Stars           |
| Miglior schiacciatore     | Heo Su-bong    | Hyundai Skywalkers |
| Miglior schiacciatore     | Leonardo Leyva | Hyundai Skywalkers |
| Miglior centrale          | Kim Joon Woo   | Samsung Bluefangs  |
| Miglior centrale          | Choi Min-ho    | Hyundai Skywalkers |
| Miglior libero            | Jeong Min-su   | KB Stars           |
| Miglior palleggiatore     | Han Sun-soo    | Korean Air Jumbos  |
| Miglior opposto           | Park Chul-woo  | -                  |
| Miglior schiacciatore     | Leonardo Leyva | Hyundai Skywalkers |
| Miglior schiacciatore     | Kwak Seung-suk | Korean Air Jumbos  |
| Miglior centrale          | Shin Yung-suk  | KEPCO Vixtorm      |
| Miglior centrale          | Lee Sun-kyu    | -                  |
| Miglior libero            | Yeo Oh-hyun    | -                  |

## Classifica finale
| Pos                      | Squadra            |
| ------------------------ | ------------------ |
| Corea del Sud (bandiera) | Hyundai Skywalkers |
| 2                        | Korean Air Jumbos  |
| 3                        | KB Stars           |
| 4                        | Woori WON          |
| 5                        | Samsung Bluefangs  |
| 6                        | KEPCO Vixtorm      |
| 7                        | OK Okman           |

## Statistiche
| Rendimento individuale | Rendimento individuale | Rendimento individuale | Rendimento individuale |
| Pos.                   | Nome                   | Punti                  | Squadra                |
| ---------------------- | ---------------------- | ---------------------- | ---------------------- |
| 1                      | Andrés Villena         | 893                    | KB Stars               |
| 2                      | Leonardo Leyva         | 751                    | Hyundai Skywalkers     |
| 3                      | Heo Su-bong            | 630                    | Hyundai Skywalkers     |
| 4                      | Ali Fazli              | 622                    | Samsung Bluefangs      |
| 5                      | Ali Haghparast         | 529                    | Woori WON              |
| 6                      | Na Gyeong-bok          | 515                    | KB Stars               |
| 7                      | Jung Ji-seok           | 506                    | Korean Air Jumbos      |
| 8                      | Lim Sung-jin           | 484                    | KEPCO Vixtorm          |
| 9                      | Kim Ji-han             | 467                    | Woori WON              |
| 10                     | Jeong Han-yong         | 458                    | Korean Air Jumbos      |

| Attacchi vincenti | Attacchi vincenti | Attacchi vincenti | Attacchi vincenti  |
| Pos.              | Nome              | Punti             | Squadra            |
| ----------------- | ----------------- | ----------------- | ------------------ |
| 1                 | Andrés Villena    | 766               | KB Stars           |
| 2                 | Leonardo Leyva    | 642               | Hyundai Skywalkers |
| 3                 | Ali Fazli         | 563               | Samsung Bluefangs  |
| 4                 | Heo Su-bong       | 533               | Hyundai Skywalkers |
| 5                 | Ali Haghparast    | 451               | Woori WON          |
| 6                 | Na Gyeong-bok     | 425               | KB Stars           |
| 7                 | Shin Ho-jin       | 413               | OK Okman           |
| 8                 | Lim Sung-jin      | 407               | KEPCO Vixtorm      |
| 9                 | Jung Ji-seok      | 392               | Korean Air Jumbos  |
| 10                | Kim Ji-han        | 389               | Woori WON          |

| Muri vincenti | Muri vincenti    | Muri vincenti | Muri vincenti      |
| Pos.          | Nome             | Punti         | Squadra            |
| ------------- | ---------------- | ------------- | ------------------ |
| 1             | Kim Jun-woo      | 112           | Samsung Bluefangs  |
| 2             | Choi Min-ho      | 94            | Hyundai Skywalkers |
| 2             | Shin Yung-suk    | 94            | KEPCO Vixtorm      |
| 4             | Jung Ji-seok     | 89            | Korean Air Jumbos  |
| 5             | Andrés Villena   | 82            | KB Stars           |
| 6             | Lee Sang-hyeon   | 79            | Woori WON          |
| 7             | Han Tae-jun      | 78            | Hyundai Skywalkers |
| 8             | Park Won-bin     | 73            | OK Okman           |
| 9             | Park Chang-seong | 71            | OK Okman           |
| 10            | Kim Min-jae      | 69            | Korean Air Jumbos  |

| Battute vincenti | Battute vincenti  | Battute vincenti | Battute vincenti   |
| Pos.             | Nome              | Punti            | Squadra            |
| ---------------- | ----------------- | ---------------- | ------------------ |
| 1                | Leonardo Leyva    | 51               | Hyundai Skywalkers |
| 2                | Heo Su-bong       | 47               | Hyundai Skywalkers |
| 3                | Na Gyeong-bok     | 46               | KB Stars           |
| 4                | Andrés Villena    | 45               | KB Stars           |
| 5                | Jeong Han-yong    | 42               | Korean Air Jumbos  |
| 6                | Ali Haghparast    | 39               | Woori WON          |
| 6                | Lim Sung-jin      | 39               | KEPCO Vixtorm      |
| 8                | Deng Xinpeng      | 30               | Hyundai Skywalkers |
| 9                | Yosvany Hernández | 26               | Korean Air Jumbos  |
| 10               | Jung Ji-seok      | 25               | Korean Air Jumbos  |